# Vanja Janković
Vanja Janković (* 20. Februar 1995) ist eine slowenische Fußballschiedsrichterin und ehemalige Fußballspielerin auf der Position einer Stürmerin. Seit 2023 wird sie als FIFA-Schiedsrichterin geführt.

## Karriere als Fußballspielerin
Vanja Janković wurde am 20. Februar 1995 geboren, stammt aus Žabnica in der Oberkrain und begann ihre Vereinskarriere als Fußballspielerin als Sechsjährige im Nachwuchs des NK Triglav Kranj. Ihre Fußballkarriere setzte sie, vor allem aufgrund von Altersbeschränkungen, ab August 2007 im Nachwuchs des ŽNK Velesovo (heute ŽNK Cerklje) fort. Laut eigener Aussage spielte sie bereits im Alter von sechs Jahren Fußball. In weiterer Folge durchlief sie dort sämtliche Nachwuchsspielklassen und wurde ab der Saison 2009/10 erstmals in der Slovenska Ženska Nogometna Liga (1. ŽNL), der höchsten Liga im slowenischen Frauenfußball, eingesetzt. Dabei debütierte sie am 16. März 2010 bei einer klaren 0:10-Heimniederlage gegen den ŽNK Pomurje Beltinci, als die damals 15-Jährige über die vollen 90 Minuten durchspielte. Über den gesamten Saisonverlauf brachte sie es auf sechs Ligaeinsätze und -zwei Tore und kam zudem in drei Partien des slowenischen Fußballpokals zum Einsatz. Im Halbfinale des Pokals unterlag die Mannschaft dem ŽNK Slovenj Gradec klar mit 2:15. Auch in der darauffolgenden Spielzeit gehörte sie dem Vereins aus Velesovo an und war für diesen nicht nur in sechs Spielen (+ drei Tore) der Damenmannschaft im Einsatz, sondern erzielte auch 13 Treffer bei fünf Einsätzen für die U-17-Auswahl des Klubs. Darunter ein Sechserpack bei einem 21:2-Kantersieg über den ŽNK Cirkulane, der bei diesem Spiel mit lediglich acht Spielerinnen angetreten war. Mit der Frauenmannschaft belegte sie im Endklassement weit abgeschlagen und mit nur vier erreichten Punkten aus 20 Meisterschaftsspielen den letzten Platz; bereits in der Saison davor hatte es die Mannschaft nicht über sechs Punkte hinaus gebracht und war Siebenter geworden. Während sie mit der ersten Mannschaft so schlecht aufgestellt war, schaffte sie mit der U-17-Mannschaft überlegen den Meistertitel in der U-17-Liga.
In der Saison 2011/12 fand sie in der ersten Saisonhälfte kaum Berücksichtigung und kam weitestgehend erst ab dem Frühjahr 2012 zu Einsätzen für die U-17- und die Erstligamannschaft. Hierbei absolvierte sie acht Spiele für das Team aus der 1. ŽNL und erzielte dabei drei Treffer, wobei sie im Endklassement mit der Mannschaft abermals nur den letzten Tabellenplatz belegte. Für die Juniorinnen kam sie auf eine Bilanz von zwei Toren bei sechs Ligaeinsätzen und belegte mit dem Team zum Saisonende den vierten Rang in der Liga Deklet U-17. Als 17- bzw. 18-Jährige brachte es Janković auf die meisten Einsätze innerhalb einer Saison, als sie es während der 1. ŽNL 2012/13 auf 16 von 19 möglich gewesenen Ligaauftritten brachte und dabei sieben Tore beisteuerte. Hinter Kaja Eržen, die es auf 29 Treffer gebracht hatte, war sie dabei die zweiterfolgreichste Torschützin ihrer Mannschaft in dieser Spielzeit, in der es das Team auf den siebenten von neun Plätzen in der Endtabelle schaffte. Mit ihren 17 Treffern, die sie bei ihren zwölf U-17-Meisterschaftseinsätzen erzielte, war sie hinter Špela Kolbl (ŽNK Pomurje Beltinci; 33 Tore) und Špela Rozmarič (ŽNK Pomurje Beltinci; 23 Tore) zusammen mit Lara Prašnikar (ŽNK Rudar Škale) auf dem dritten Platz der ligaweiten Torschützenliste. Ebenfalls Dritte wurde sie mit ihrer Mannschaft am Ende der Saison in der U-17-Liga.
In der Saison 2013/14 wurde Janković von ihrem Trainer Primož Štrajhar in sieben Meisterschaftsspielen eingesetzt, wobei sie fünfmal zum Torerfolg kam und die Spielzeit mit dem Team auf dem fünften Platz beendete. Hinzu kamen Einsätze (+ ein Tor) in den beiden Pokalspielen des ŽNK Velesovo, der in Runde 2 dem ŽNK Jevnica klar mit 0:8 unterlag. Mit dem Beenden ihrer Schullaufbahn beendete die 19 Jahre alte Janković in der Winterpause 2014/15 auch ihre Karriere als Fußballspielerin auf höchster Landesebene. Bis dahin hatte sie es bei sechs Ligaeinsätzen noch auf 13 Tore gebracht; darunter allein elf Treffer bei einem deutlichen 21:0-Erfolg über den ŽNK Ajdovščina, den Frauenklub neben dem Herrenklub ND Primorje Ajdovščina. Außerdem wurde sie beim Ausscheiden ihrer Mannschaft in der ersten Runde des slowenischen Fußballpokals, einer 2:4-Niederlage gegen den ŽNK Radomlje, bei der sie auch ein Tor erzielte, eingesetzt. Danach beendete sie ihre Laufbahn als Fußballspielerin, um bald darauf in ihre nebenberuflich Laufbahn als Fußballschiedsrichterin zur starten.

## Karriere als Fußballschiedsrichterin
Sie ist Mitglied der DNSG Kranj, dem Verband der Fußballschiedsrichter aus Krain. Sie fing auf unterster Ebene als Schiedsrichterin an und arbeitete sich im Laufe der Jahre immer weiter hoch. Ihre Karriere war einige Zeit durch eine Knieverletzung, die sie sich zugezogen hatte, unterbrochen. Auf ihrem Weg zur Schiedsrichterin wurde sie von Primož Štrajhar, ihrem damaligen Trainer bei Velesovo und einst selbst ein Fußballschiedsrichter, unterstützt. Als sie Ende des Jahres 2022 für das nachfolgende Kalenderjahr in der FIFA-Schiedsrichterliste aufgenommen worden war, hatte sie bis dahin unter anderem bereits zahlreiche Spiele auf regionaler aber auch höchster Landesebene geleitet. Nach Aleksandra Česen, die 2014 FIFA-Schiedsrichterin wurde, ist Vanja Janković die zweite internationale Schiedsrichterin der DNSG Kranj. Der DNSG Kranj war zu diesem Zeitpunkt der einzige der neun Schiedsrichterverbände Sloweniens, der jeweils zwei FIFA-Schiedsrichter und zwei FIFA-Schiedsrichterassistenten stellte, was laut Janković auf die Qualität des Verbandes zurückzuführen sei. Neben ihrer Arbeit als Schiedsrichterin bereist sie im Zuge des Projekts #spoznaj sodnico#, das vom slowenischen Schiedsrichterverband in Zusammenarbeit mit der UEFA ins Leben gerufen wurde, verschiedene slowenische Vereine, um auf die Tätigkeit eines Schiedsrichters aufmerksam zu machen.
Im Juli 2023 leitete sie unter anderem ein freundschaftliches Länderspiel zwischen Slowenien und Serbien.

## Privates
Seit 19. Februar 2022 ist sie mit ihrem langjährigen Partner, dem Fahrzeugaufbereiter Željko Janković aus Kranj, verheiratet.